# José Nuno Martins
José Nuno de Araújo Martins (Fratel, Vila Velha de Ródão, 30 de Abril de 1948) é um autor, realizador e produtor português de rádio e televisão. É licenciado em Filologia Românica pela Faculdade de Letras da Universidade de Lisboa.
Filho de José Baptista Martins que foi o criador em Portugal da Rádio Escola e da TV Educativa e que mais tarde foi quem implementou a Telescola, no Porto.
Estudou no Liceu Camões onde teve colegas como António Reis, Miguel Lobo Antunes, João David Nunes, Luís Miguel Cintra, Nuno Júdice, João António Vilhena Aires, entre outros. E onde teve professores inesquecíveis como Mário Dionísio e Vergílio Ferreira.
Ainda andava no liceu quando entrou para a Rádio Universidade, como técnico, para aprender a mexer nos gravadores e microfones. Como locutor trabalhou em várias estações tendo começado na Emissora Nacional. Colaborou em programas radiofónicos como "PBX", "Em Órbita", "Boa Noite em FM" e "Escala 12". É desafiado por José Fialho Gouveia a colaborar no programa de televisão "Zip-Zip" (1969). Mais tarde colabora em rádio no programa "Tempo Zip".
No ano de 1973 apareceu como actor no filme "Perdido Por Cem..." de António Pedro Vasconcelos.
Na rádio apresentou ainda programas como "Meus caros amigos" e "Os Cantores da Rádio".
Foi produtor de centenas de espectáculos com músicos, orquestras e artistas portugueses, brasileiros, cubanos, argentinos, franceses e espanhóis, em palcos da Europa e da América Latina.
Foi um dos dinamizadores do projeto "Loucuras" onde apareceu a orquestra "Da Felicidade, do Brilho e da Glória".
Foi realizador na RTP até 1990 tendo começado em 1975. Depois foi Director de Programas Musicais e Recreativos na RTP entre 1990 e 1992. Mudou-se para a TVI tendo sido Director de Programas no arranque da estação entre 1992 e 1994.
Em 1995 foi fundador da empresa 625 Audiovisuais onde foi autor e produtor de programas como "Os Principais" (1ª e 2ª Séries), "Cadeira do Poder", "Casa de Artistas", "Reis do Estúdio", "Assalto à Televisão", "Miguel Angelo Ao Vivo", "Cromos de Portugal" (1ª e 2ª Séries), "Companhia do Riso", "Bacalhau Com Todos" ou "João Nicolau Breyner". No ano de 1998 criaram os maiores estúdios independentes de Televisão, em Lisboa.
Foi o primeiro profissional a trabalhar nos três canais generalistas portugueses de televisão e frequentou estúdios de TV no Brasil, Espanha, Itália e França. Na SIC apresentou uma das séries do programa "Chuva de Estrelas".
As suas actividades na Rádio e na Televisão foram frequentemente premiadas com galardões nacionais e internacionais.
Estudioso das Musicologias latinas e em especial da Música Popular Brasileira, publicou artigos e ensaios na Imprensa e colaborou na Enciclopédia Verbo, tendo ainda desenvolvido múltiplas atividades relacionadas com comunicação publicitária e marketing pessoal e político.
Participou como jurado em festivais internacionais de Música e de Televisão, em Portugal, França, Mónaco, Suíça, Itália e Brasil.
Entre Maio de 2006 e Junho de 2008 foi Provedor do Ouvinte da Radiodifusão Portuguesa.
Foi apresentador no segundo e terceiro programa da série Memórias da RTP.
Na rádio foi autor e apresentador dos programas Duetos (desde 2 de Outubro de 2009) e da rubrica diária 27.000 Dias de Rádio sobre os 75 anos da rádio pública portuguesa.
Trabalhou como director do jornal O Benfica e colaborador da RTP e da Antena 1.

## Zip-zip
"Gostava muito da rádio, mas de repente o Zé Fialho (Gouveia) desafiou-me para integrar a equipa do Zip-Zip TV. Sem saber como, descobri-me a fazer um programa com uma audiência de tal modo louca que ainda hoje não há programa de sucesso que se lhe aproxime. O país parava, colava-se ao ecrã. Até me arrepio ao lembrar-me." in revista Autores
"Queríamos divulgar a música portuguesa que se fazia nesse tempo, apresentá-la com grande nível - mas as orquestrações eram muito caras e o orçamento não dava para o que queríamos, apesar da ajuda do Thilo (Krassman). Então disse: tenho amigos que cantam a solo e são de grande qualidade. O primeiro a vir, com a sua viola, foi o Zé Barata Moura. Aquilo pegou de estaca. Uma loucura. Começámos a receber centenas de cassetes vindas de todo o país. Eram de jovens cantores que sonhavam aparecer no Zip-Zip." in revista Autores